# Belkommunmash

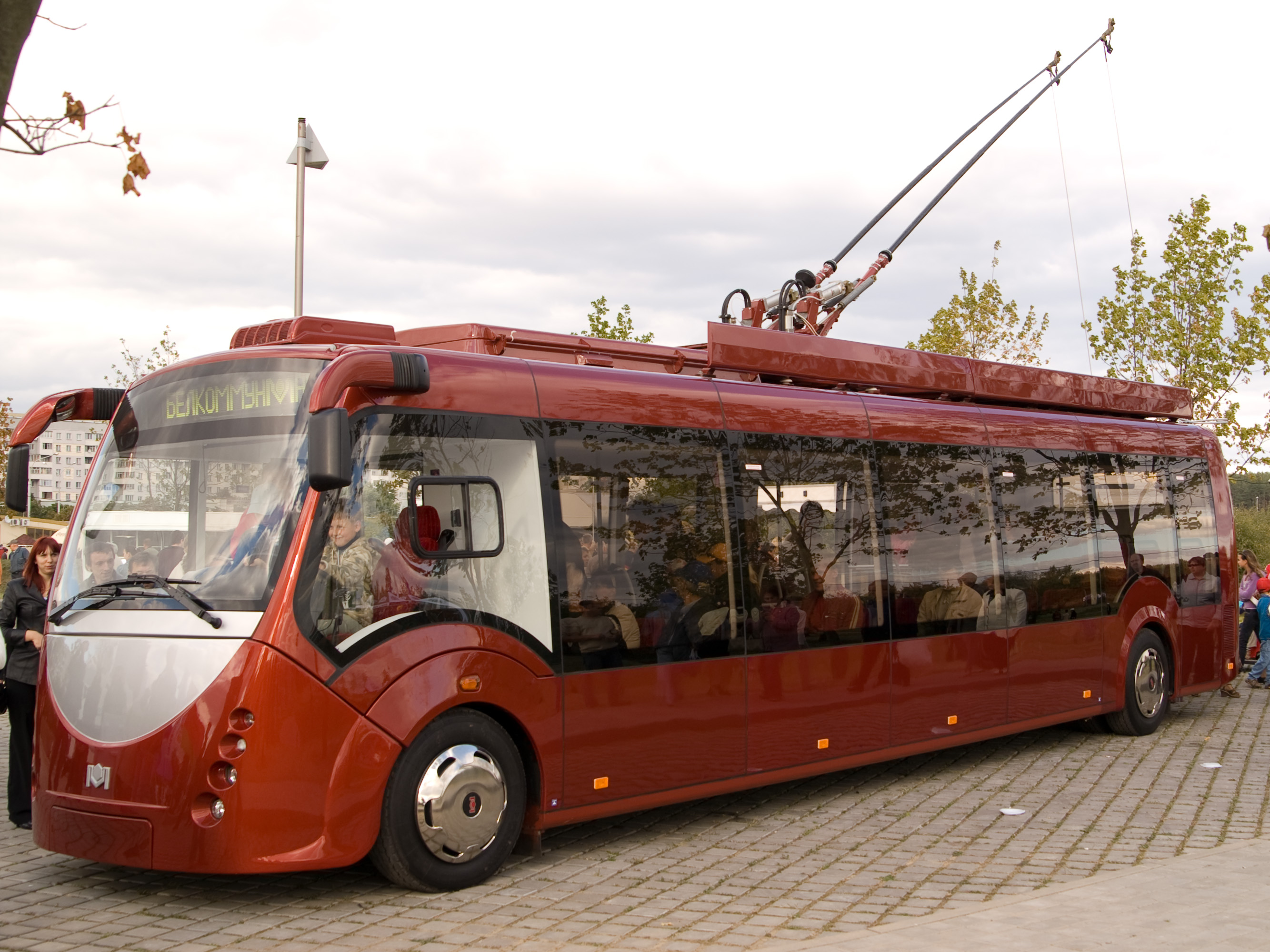
Trolleybus AKSM-420 à Minsk.

Belkommunmash (russe : УП «Белкоммунмаш») est un fabricant biélorusse de véhicules de transport en commun à traction électrique.
La société est fondée en 1974 à partir d'une usine spécialisée dans la réparation de trolleybus. Aujourd'hui, elle est l'une des plus grandes entreprises du pays spécialisée dans la construction et la rénovation de véhicules à traction électrique pour le transport urbain.
Les trolleybus fabriqués par Belkommunmash circulent dans sept villes de Biélorussie et dans trente-deux villes de Russie, Ukraine, Mongolie, Moldavie, Lettonie, Kazakhstan, Kirghizistan, Serbie, Argentine et Colombie.

## Tramways

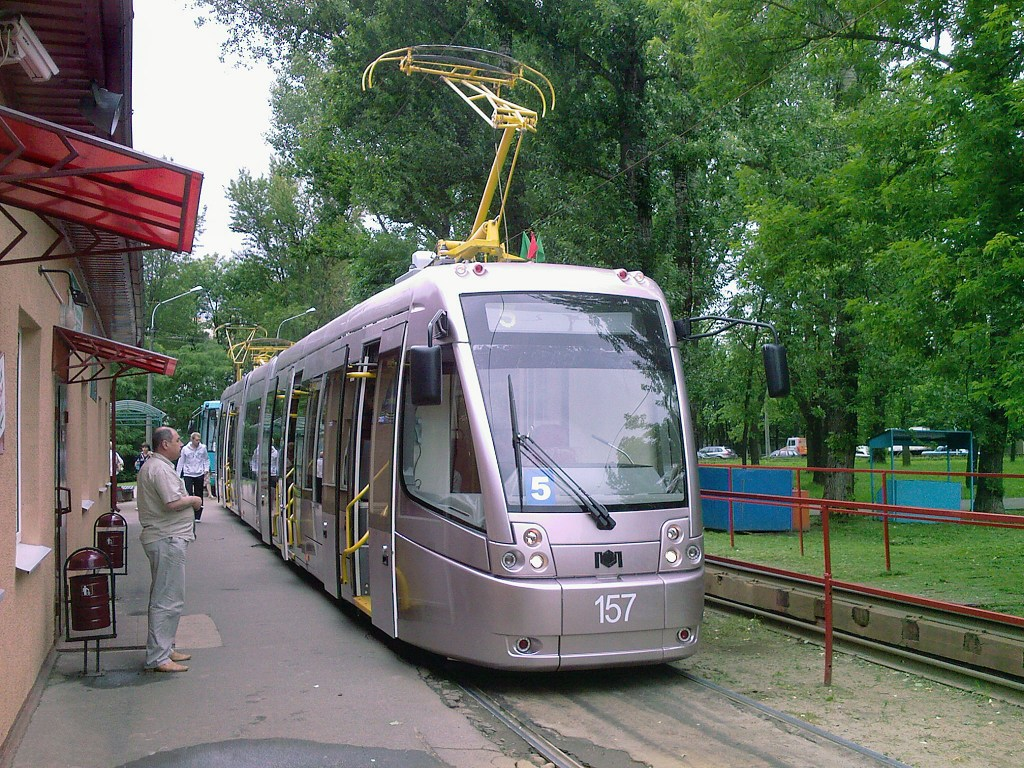
Tramway AKSM-843 à Minsk.

- AKSM-1М
- AKSM-60102
- AKSM-62103
- AKSM-743
- AKSM-843

## Trolleybus

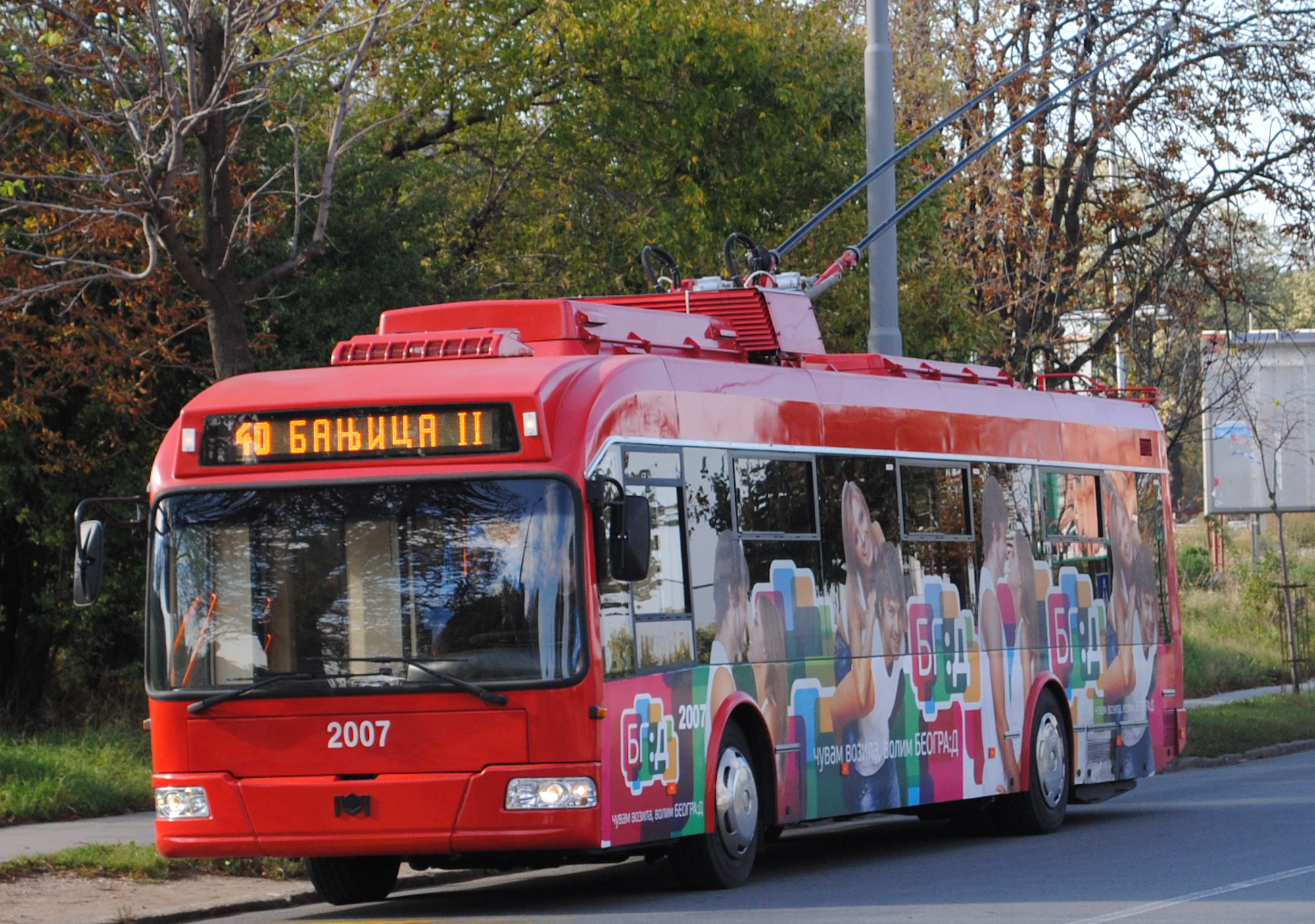
TRolleybus AKSM-321 à Belgrade.

- AKSM-101 - trolleybus de première génération.
- AKSM-201 - trolleybus de seconde génération.
- AKSM-213 - trolleybus articulé de seconde génération.
- AKSM-221 - trolleybus à plancher bas unifié avec le MAZ-103T.
- AKSM-321 - trolleybus à plancher bas de troisième génération.
- AKSM-333 - trolleybus articulé à trois essieux à plancher bas de troisième génération.
- AKSM-420 - trolleybus à plancher bas de quatrième génération.